# Adolf von Hildebrand

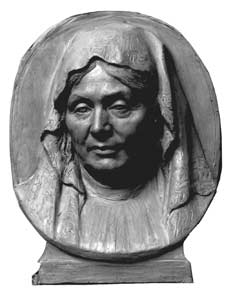
Hildebrand felesége (1911; tondo)

Adolf von Hildebrand (Marburg, 1847. október 6. — München, 1921. január 18.) német szobrász. A novecento egyik korai előfutára.

## Életpályája

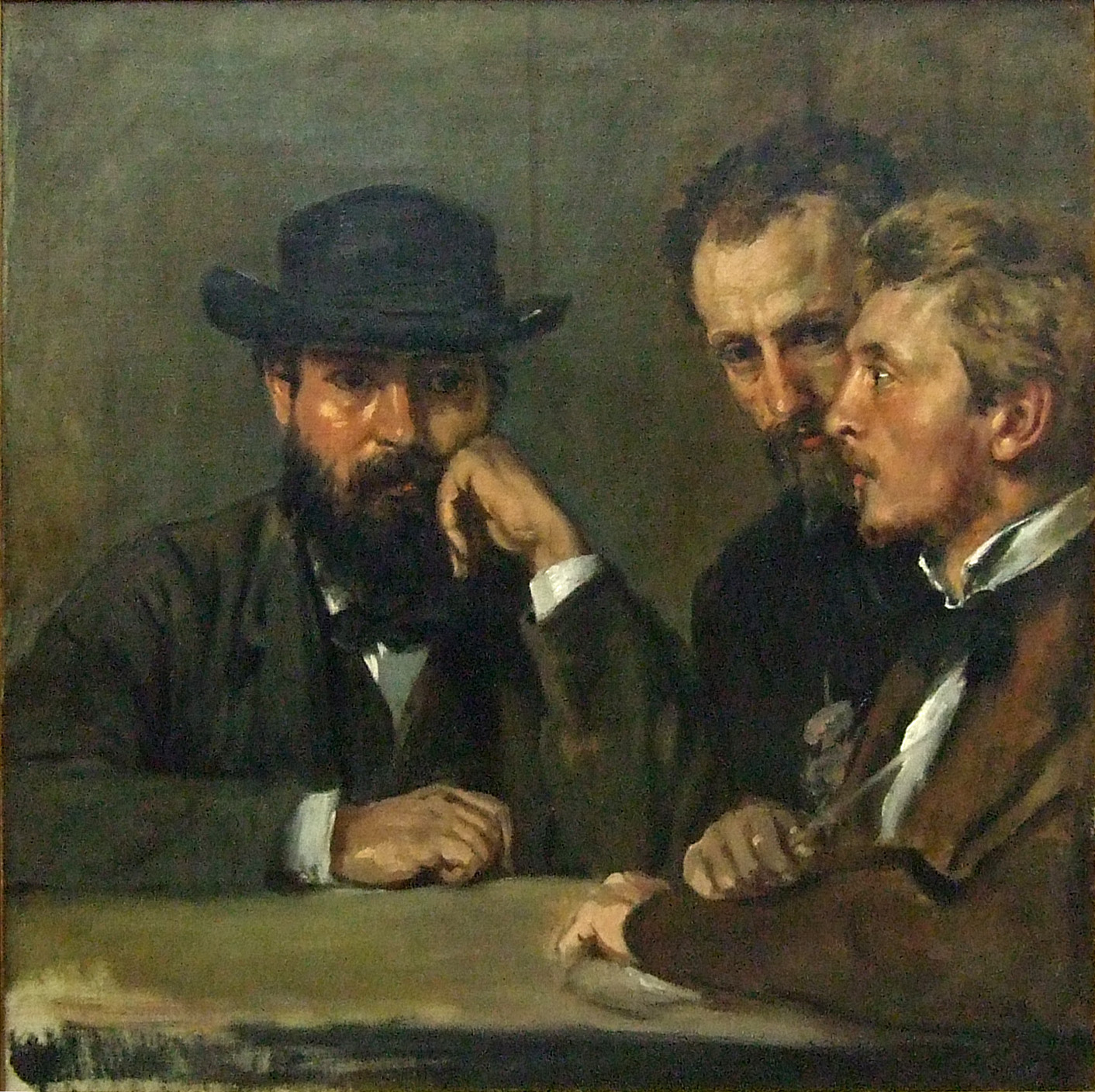
Barátok (Marées balra szemben kalapban, Charles Grand középen, Hildebrand jobbra)

Svájcban nőtt fel, Bernben, ahol az édesapja gazdasági feladatokat látott el. A nürnbergi Iparművészeti iskolában tanult, majd a müncheni akadémián folytatta tanulmányait. 1866-ban három hónapot Caspar von Zumbusch szobrászművész műhelyében dolgozott. 20 éves korában Rómába utazott, s számos ott alkotó művésszel összebarátkozott, köztük Hans von Marées festővel, Konrad Fiedler esztétával, művészetfilozófussal.
1873 körül Firenzében telepedett le, atyja segítségével Firenze közelében sikerült megvásárolnia egy elhagyott kolostort (San Francesco di Paola), 20 évre ez lett az otthona. Eleinte barátai is vele laktak, Hans Marées és Conrad Fiedler. 1885-ben megházasodott, Irene Schauffele lett a felesége. Házasságukból két leánygyermek született, két kislánygyermekéről egy dupla portrészobrot készített terrakottából 1889-ben. Felesége arcképét 1911-ben mintázta meg tondo formában. Majd húsz évet töltött Firenzében, Firenzéből, Nápolyból, Münchenből, s más városokból is vállalt megbízásokat, mintegy 15 domborművet, 84 portrészobrot és három síremléket alkotott Firenzében, a számok nem pontosak, csak megközelítőek.
1889-től a sok németországi megbízás miatt Münchenbe költözött családjával. A 19. század végén a települések egészséges ivóvízzel való ellátása igen általánossá vált Európában, számos díszes köztéri ivókutat, szökőkutat terveztettek szobrászokkal, díszítő kovácsokkal. A 20. század elején már szinte minden nagyobb település rendelkezett köztéri ivókúttal. Ebbe a hullámba esett bele Hildebrand számos köztéri kút megalkotásának megbízása.
A 20. század második felében e kutak feleslegessé váltak, mert minden lakásba, házba bevezették a vezetékes ivóvizet. Legtöbb díszkutat elbontottak vagy elhanyagoltak. Sajnos például az elhanyagolás lett a sorsa a meiningeni Angol Parkban (Englischen Garten) a Hildebrand által emelt szoborkút együttesnek is, pedig az állított elsőnek emléket Johannes Brahmsnak. Vannak természetesen kivételes helyek, például Rómában sok díszes köztéri ivókút üzemel ma is, Párizsból viszont kivesztek.
1906-tól már Hilbrand lett a szobor részleg vezetője a müncheni akadémián. Az ő szobrászati, várostervezői és építéstervezői tevékenysége a korabeli Münchenben városképi jelentőségű volt.

## Művészete

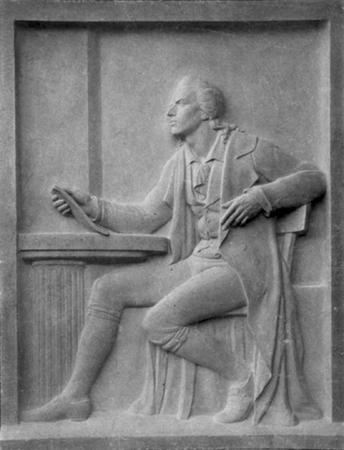
Schiller emlékmű (részlet, relief)

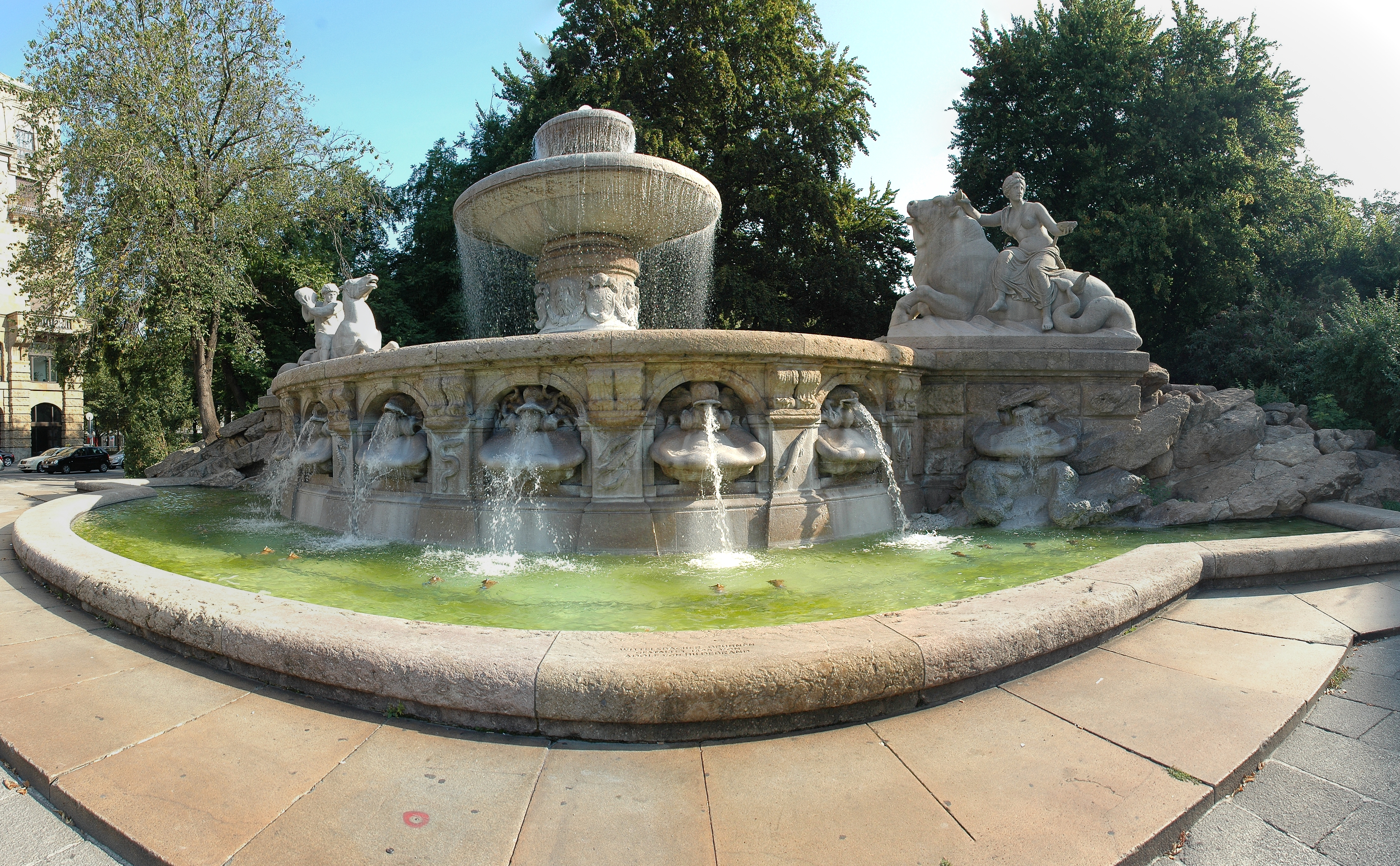
Wittelsbacher szoborkútegyüttes (1899; München, rekonstrukció (1952)

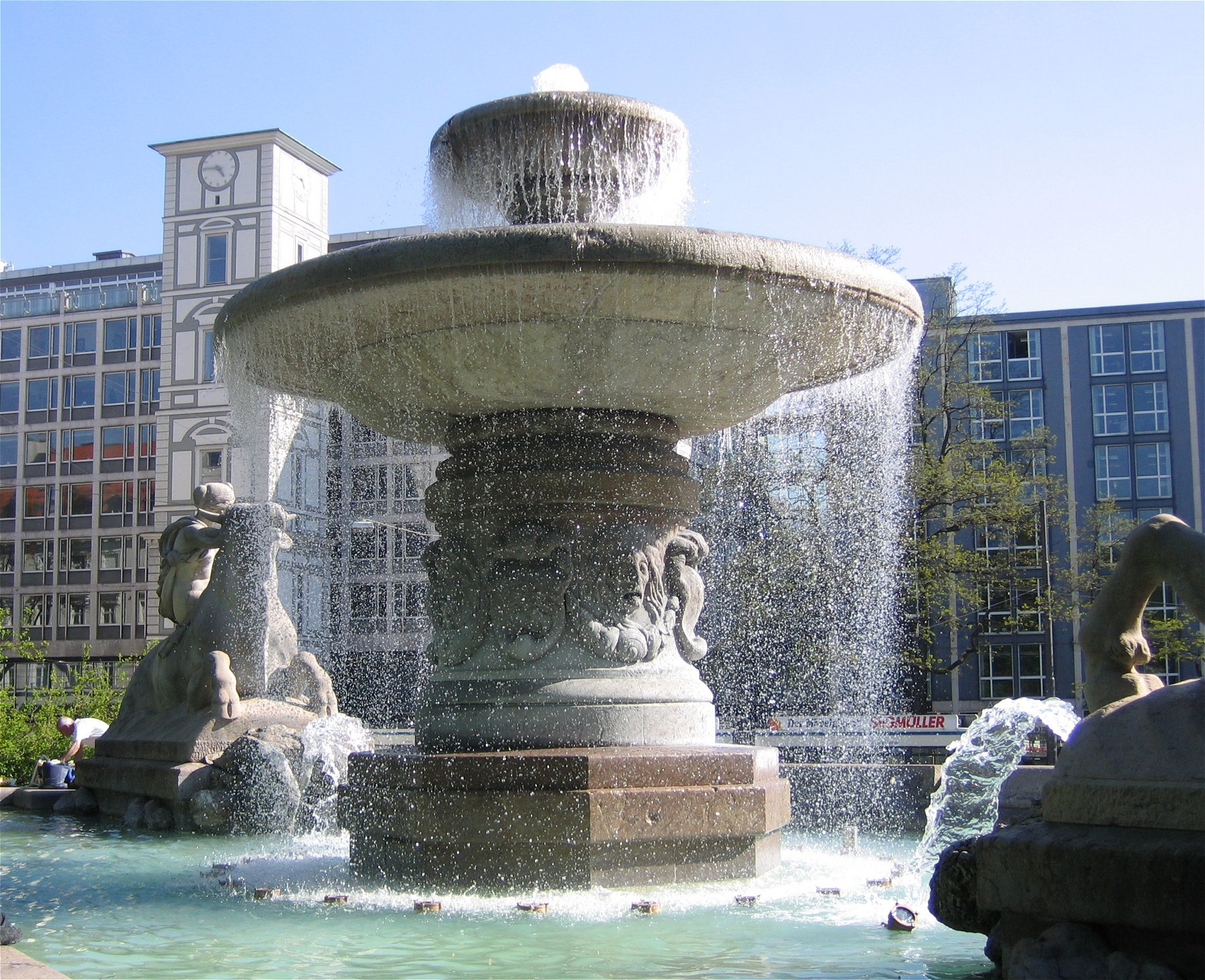
Wittelsbacher szoborkútegyüttes (részlet)

Szobrászati stílusa ellentétben állt az akadémikus realizmussal  és Auguste Rodin impresszionista plasztikájával. A görög szobrászat hatása alatt a nyugodt szobrászi formát hangsúlyozta és juttatta érvényre műveiben. A 19. század második felében nagy hatást gyakorolt a német és az európai szobrászatra. Magyarországon kivált Vedres Márk munkássága tükrözi Adolf von Hildebrand hatását. Az 1910-es években már kivált kényelmetlen helyzetbe hozta az idősödő művészt az avantgárd stílus eluralkodása. Ő már nem tudott stílust váltani, 1910-ben érte egy kisebb sztrók is, ezután már nem tudott kővel dolgozni.
Kitűnt a figurális ábrázolás terén, számos mellszobrot alkotott, díszkutakat, emlékműveket, síremlékeket. Mellőzte a felesleges részletezést, a túldíszítettséget, klasszikus mediterrán hatást sugároztak mind kisplasztikái, mind köztéri alkotásai. Igen foglalkoztatott szobrász volt. A 20. századi háborúk során számos köztéri műve megsérült vagy elpusztult, a második világháborúban a müncheni Wittelsbach-kút megsemmisült, de helyreállították, 1952-ben már újra régi pompájában ragyogott a kútszobor-együttes, a helyreállításban nagy szerepe volt Hildebrand tanítványának és vejének, Theodor Georgii szobrásznak.
Számos jeles múzeum őrzi alkotásait Németországban, Olaszországban, Ausztriában, az Amerikai Egyesült Államokban.
A budapesti Szépművészeti Múzeum is őriz tőle származó alkotásokat, Placci c. mellszobrát és az Ősz c. terrakotta domborművét. Hilldebrand művészetének alapjait írásban is összefoglalta, mely Das Problem der Form in der Bildenden Kunst (A forma problémája a képzőművészetben) címmel 1893-ban jelent meg Strasbourgban, a könyvet 1910-ben fordította magyar nyelvre Wilde János.

## Művei (válogatás)
- Ivó fiú (1870; Nationalgalerie, Berlin)
- Ádám (1877; lipcsei Múzeum)
- Ifjú márványszobra (1884; Nationalgalerie, Berlin)
- Philoktétész (1886; Neue Pinakothek, München)
- Tékozló fiú (Drezda)
- Léda és a hattyú (Albertinum)
- Joachim-emlék (Zeneművészeti Főiskola, Berlin)
- Amazonok triptychonja (1887-88; Neue Pinakothek, München)
- Schiller emlékmű (1890)
- Dionysos-Relief (1890/1900; terrakotta; Alte Nationalgalerie, Berlin)
- Bismarck portrészobra (1892)
- Johannes Brahms emlékszobra (1899; Meiningen)
- Wittelsbach-kút (1899; Lenbachplatz, München)
- Franz Ernst Schütte büsztje (1900; Bürgerpark, Bréma)
- Wilhelm von Bode (1901)
- Bismarck lovasszobra (1910; Bréma)
- Felesége (1911; tondo)
- Luitpold bajor régensherceg lovasszobra (1913; München)

## Galéria

### Kisplasztikák (válogatás)

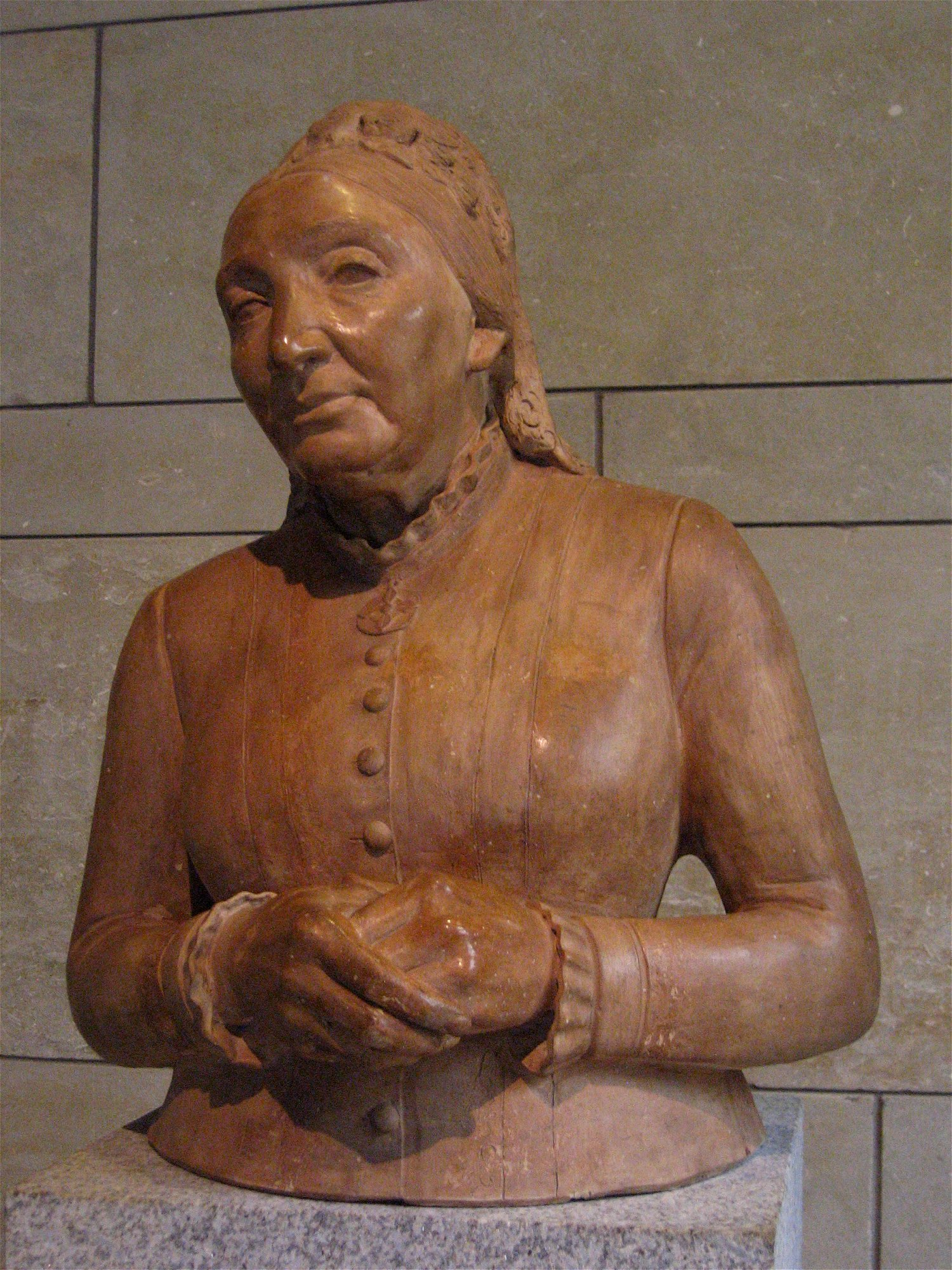
Fiedler felesége (1882)
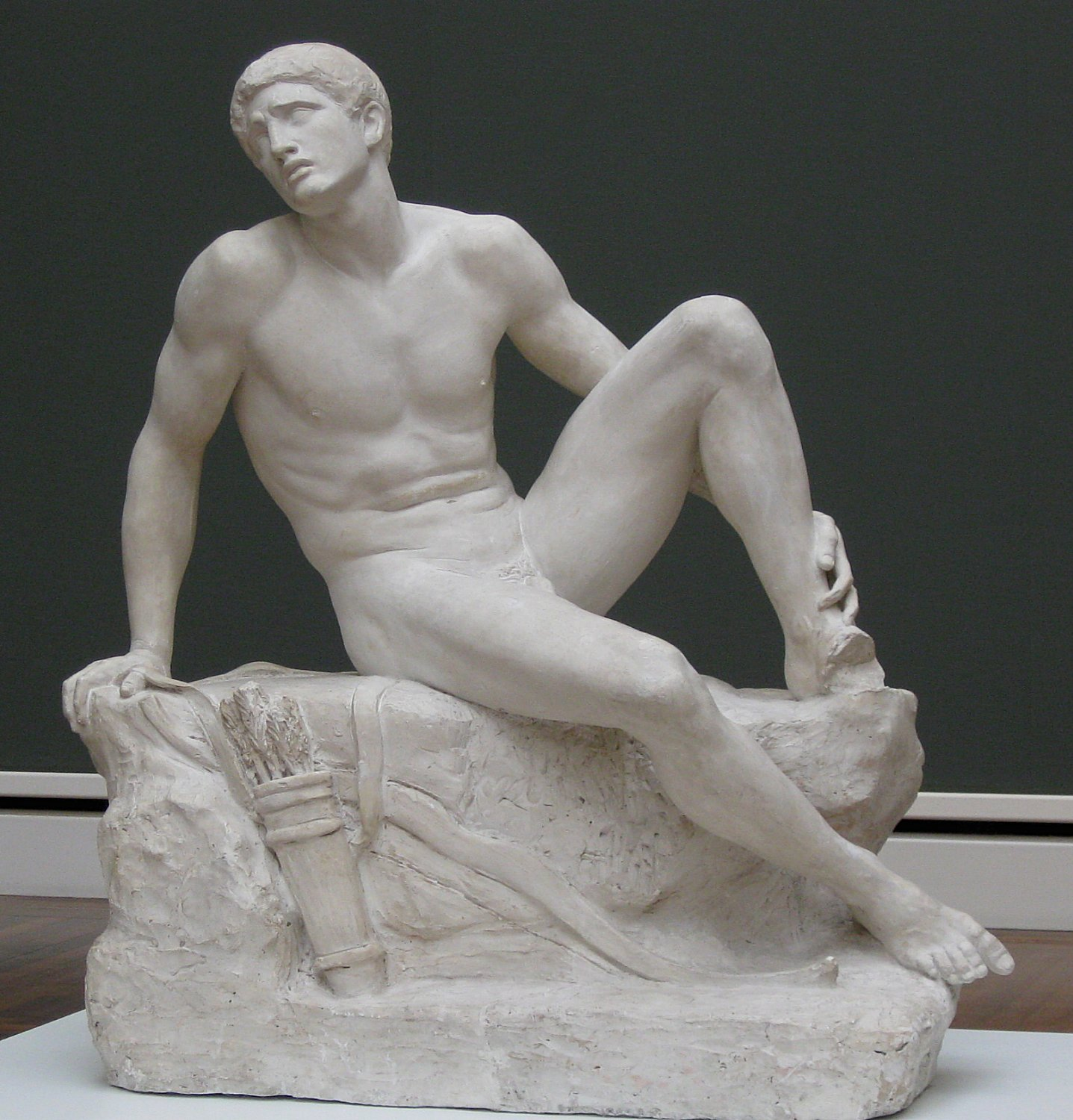
Philoktétész (1886)
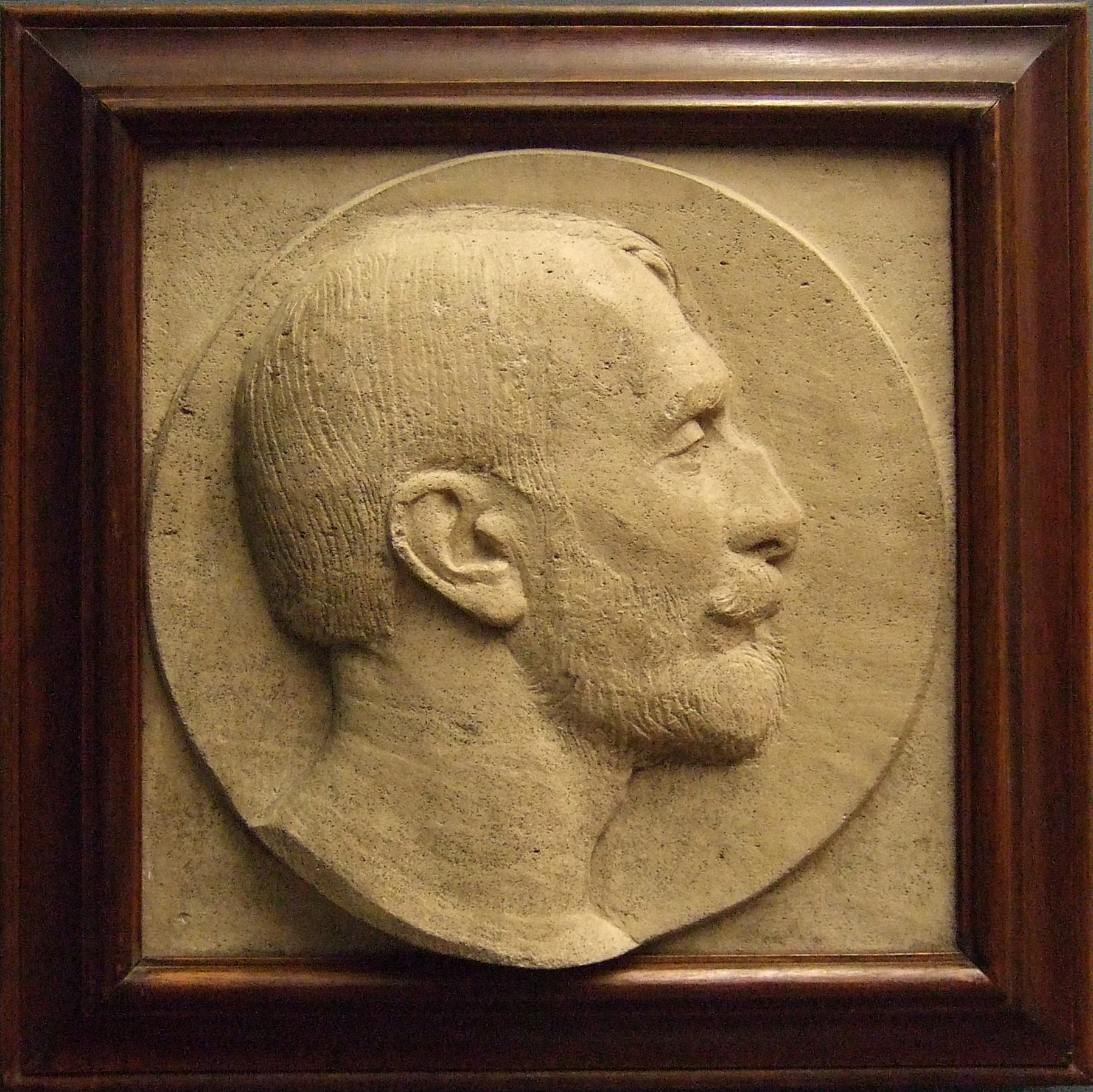
Konrad Fiedler (1890; dombormű)
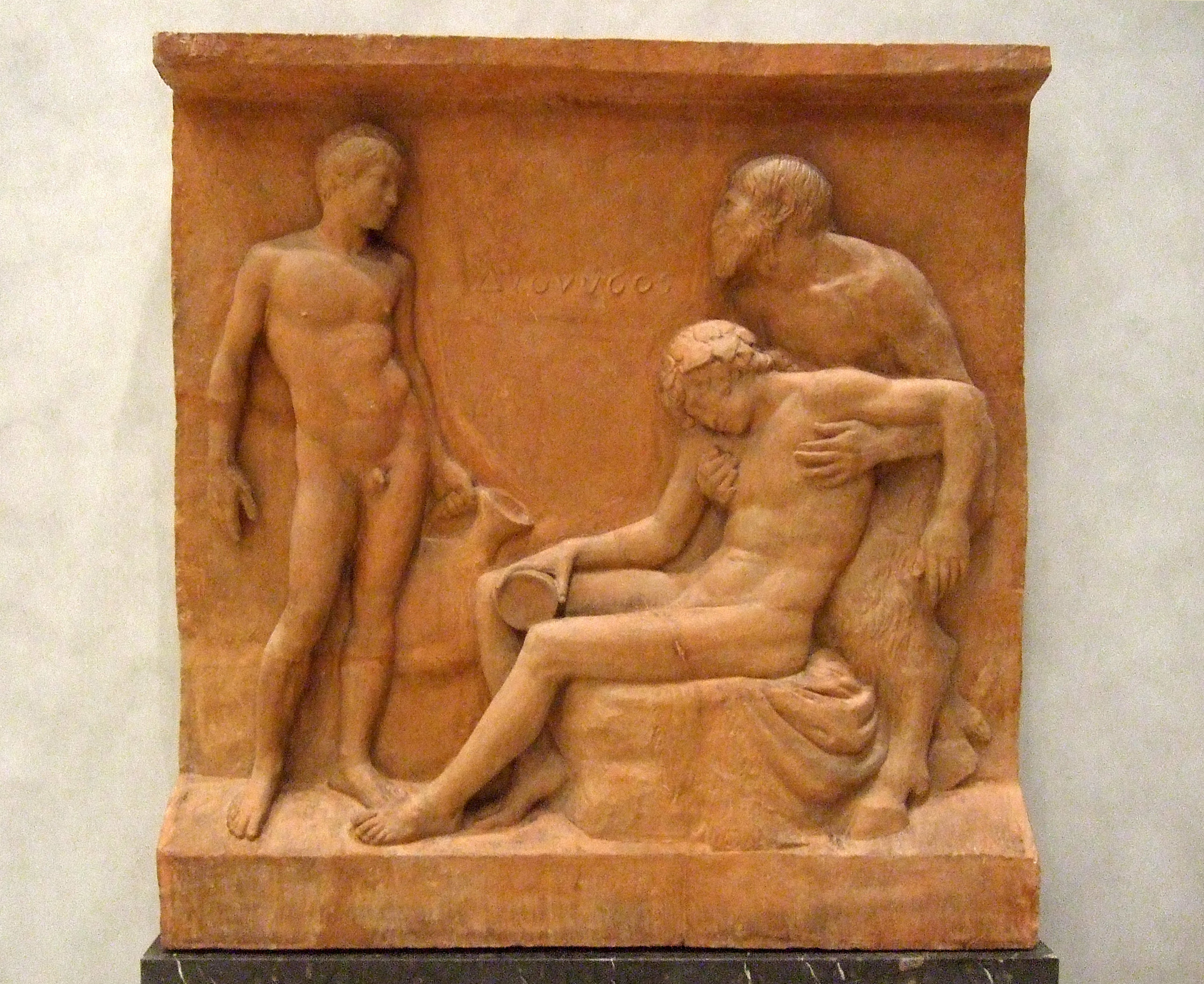
Dionysos-relief (1890-1900)
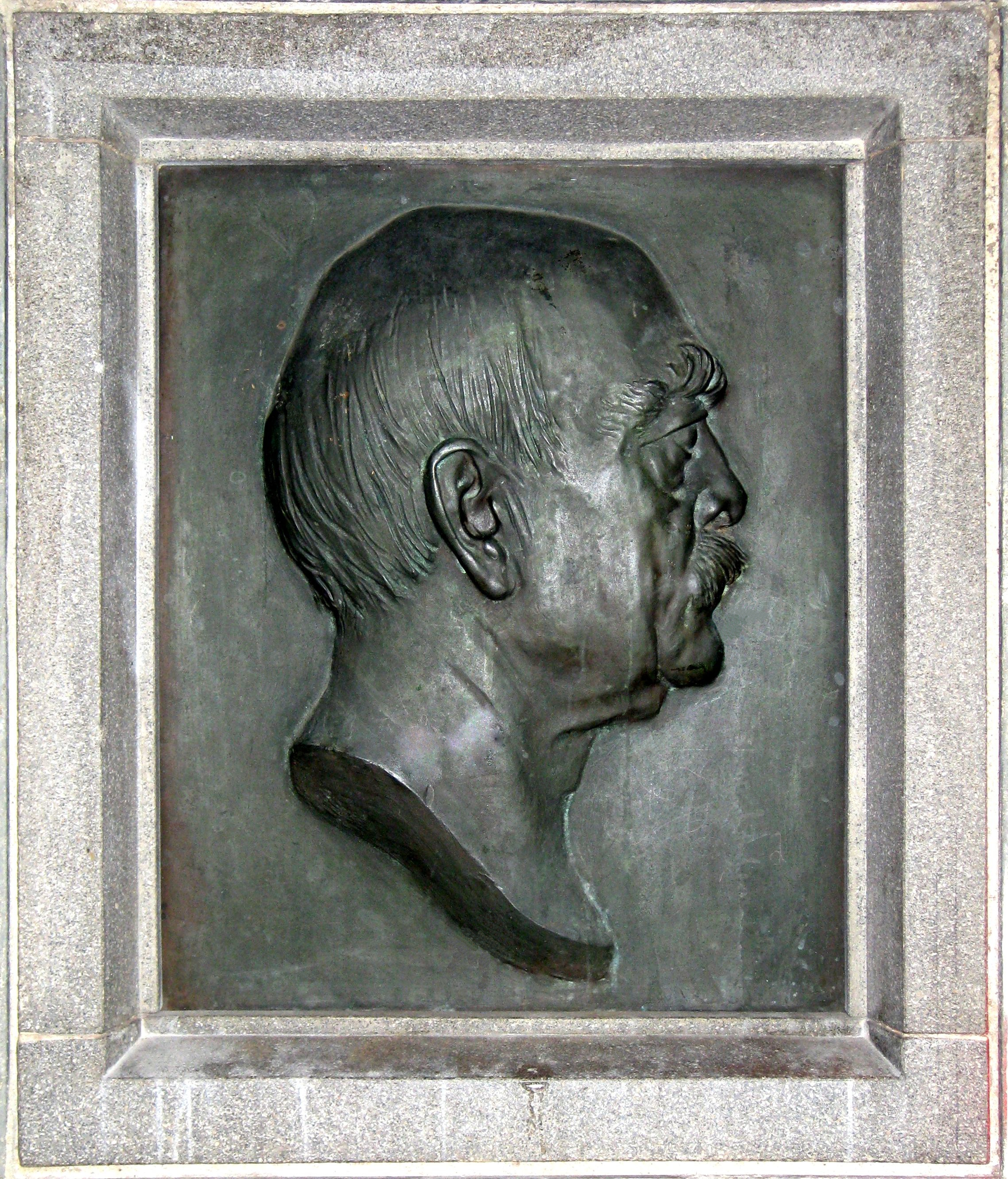
Bismarck portrészobra (1892)
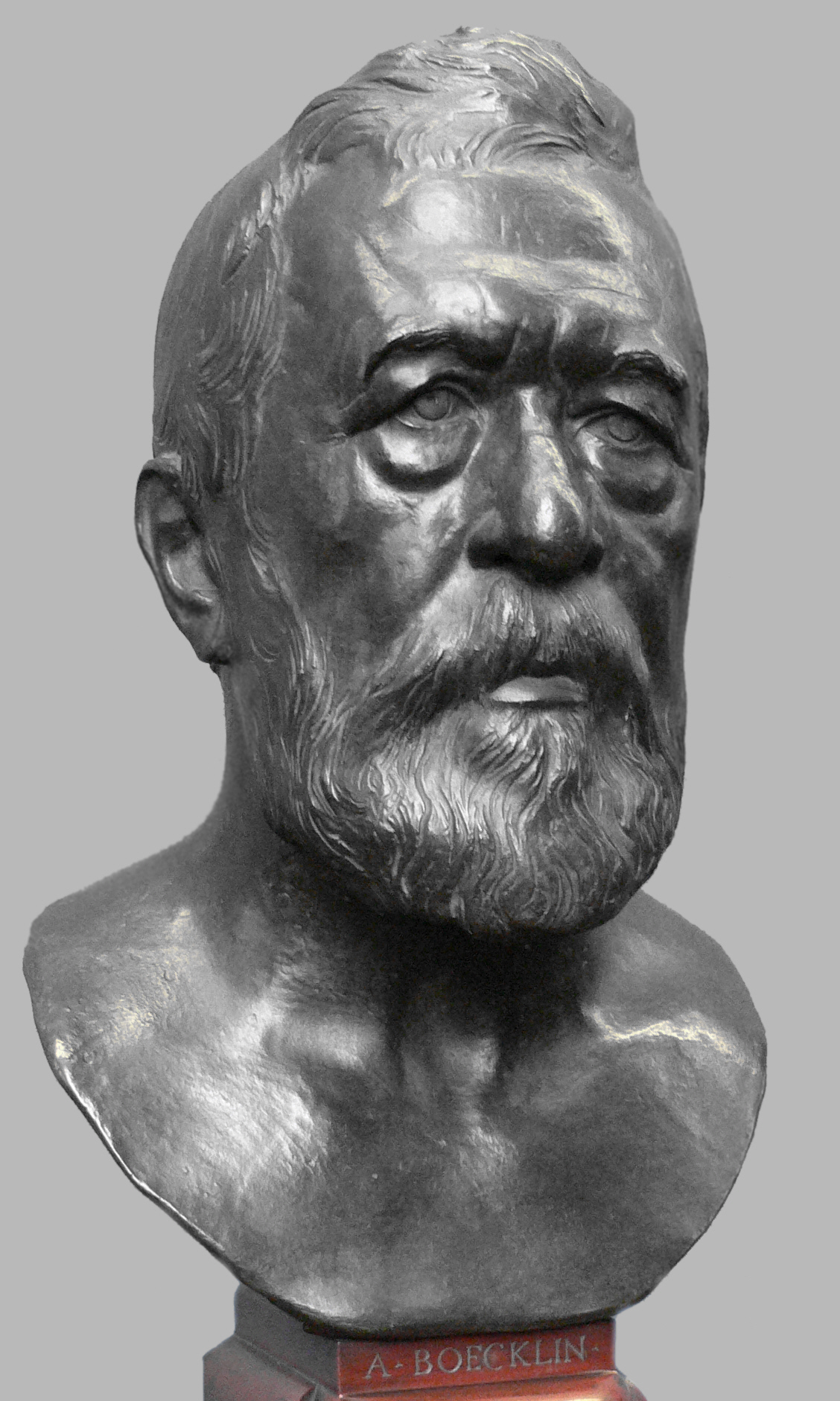
Arnold Böcklin büsztje (1897)
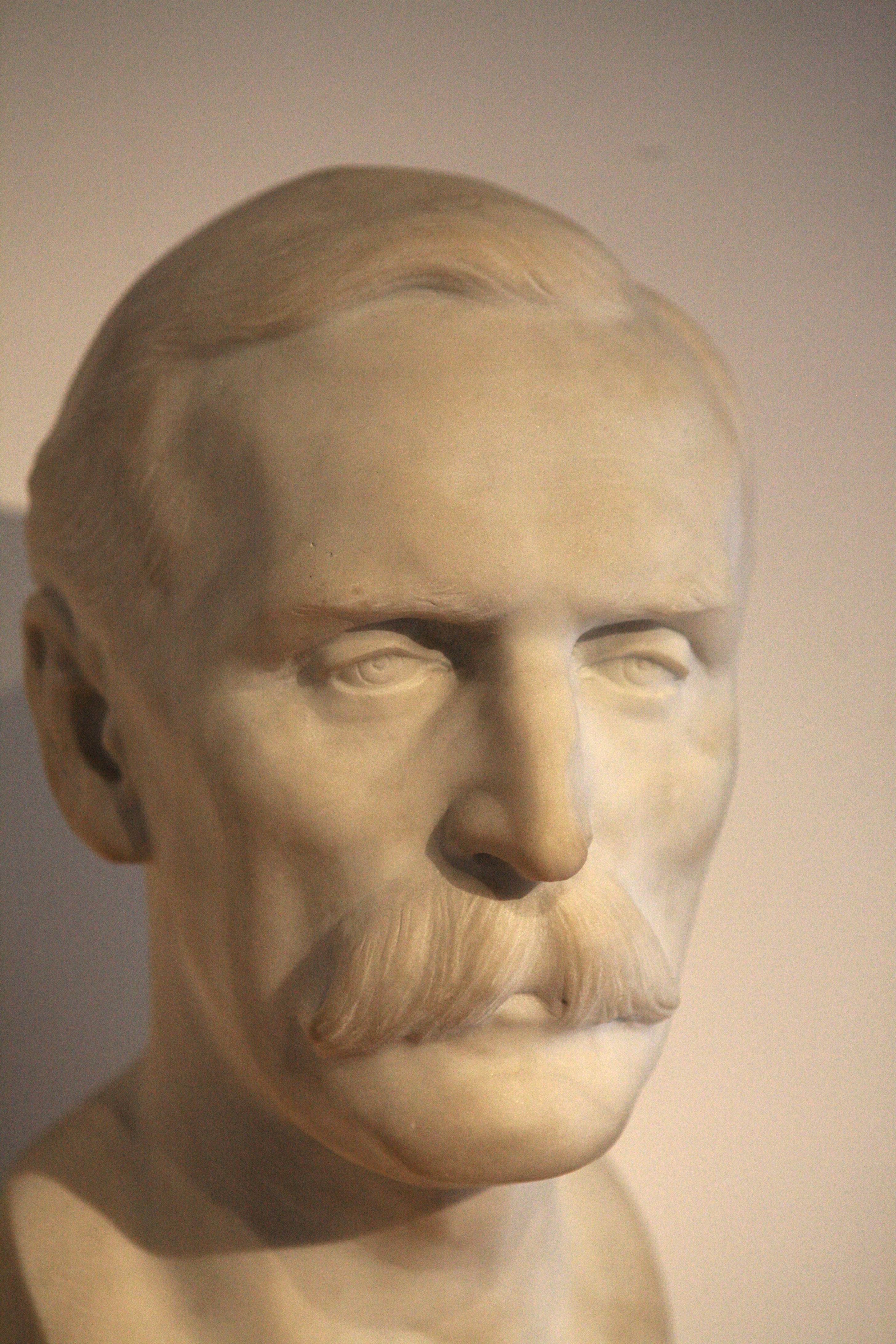
Wilhelm von Bode (1901)

### Köztéri szobrok (válogatás)

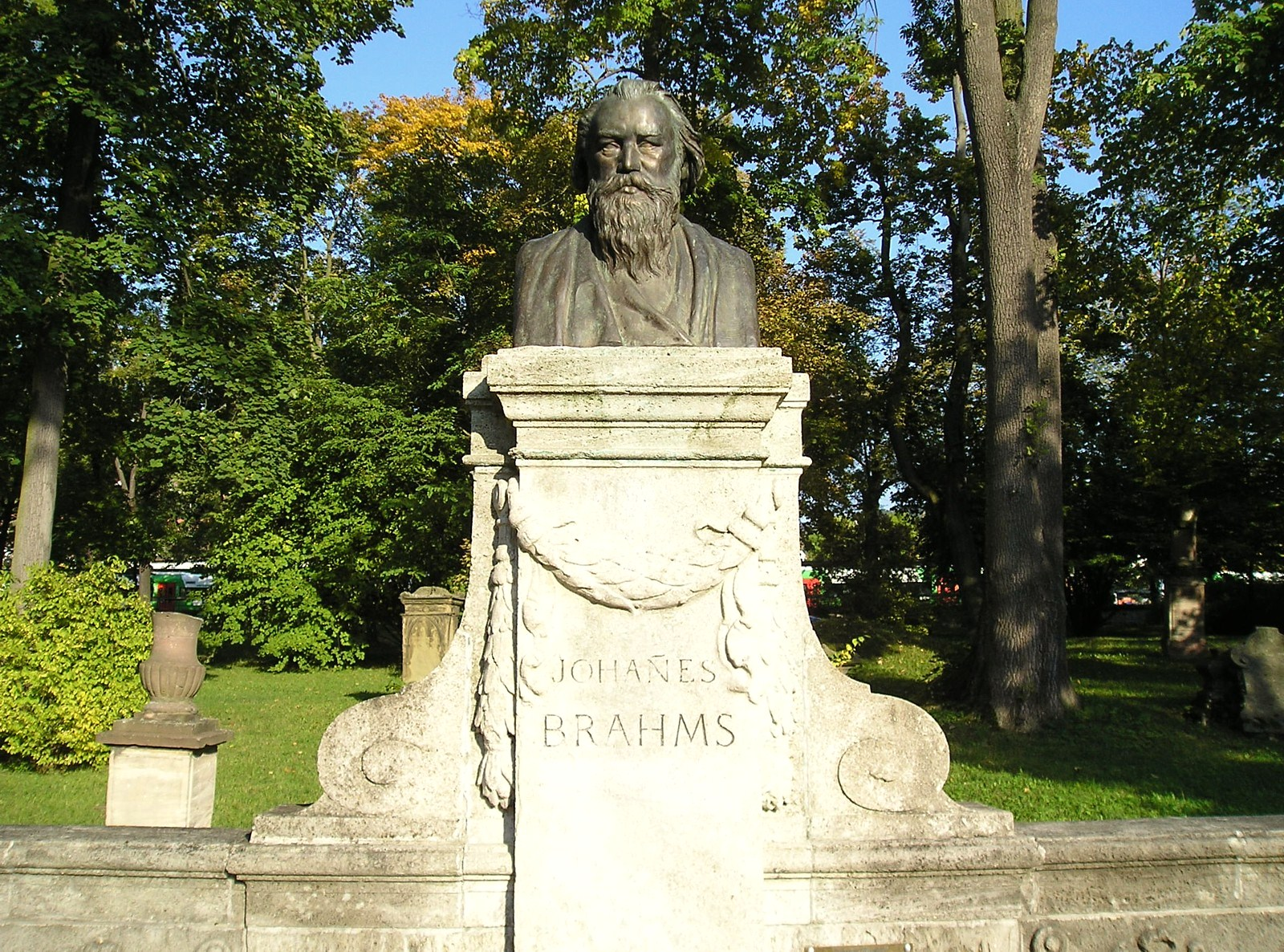
Johannes Brahms emlékmű[12] Meiningenben (1899)
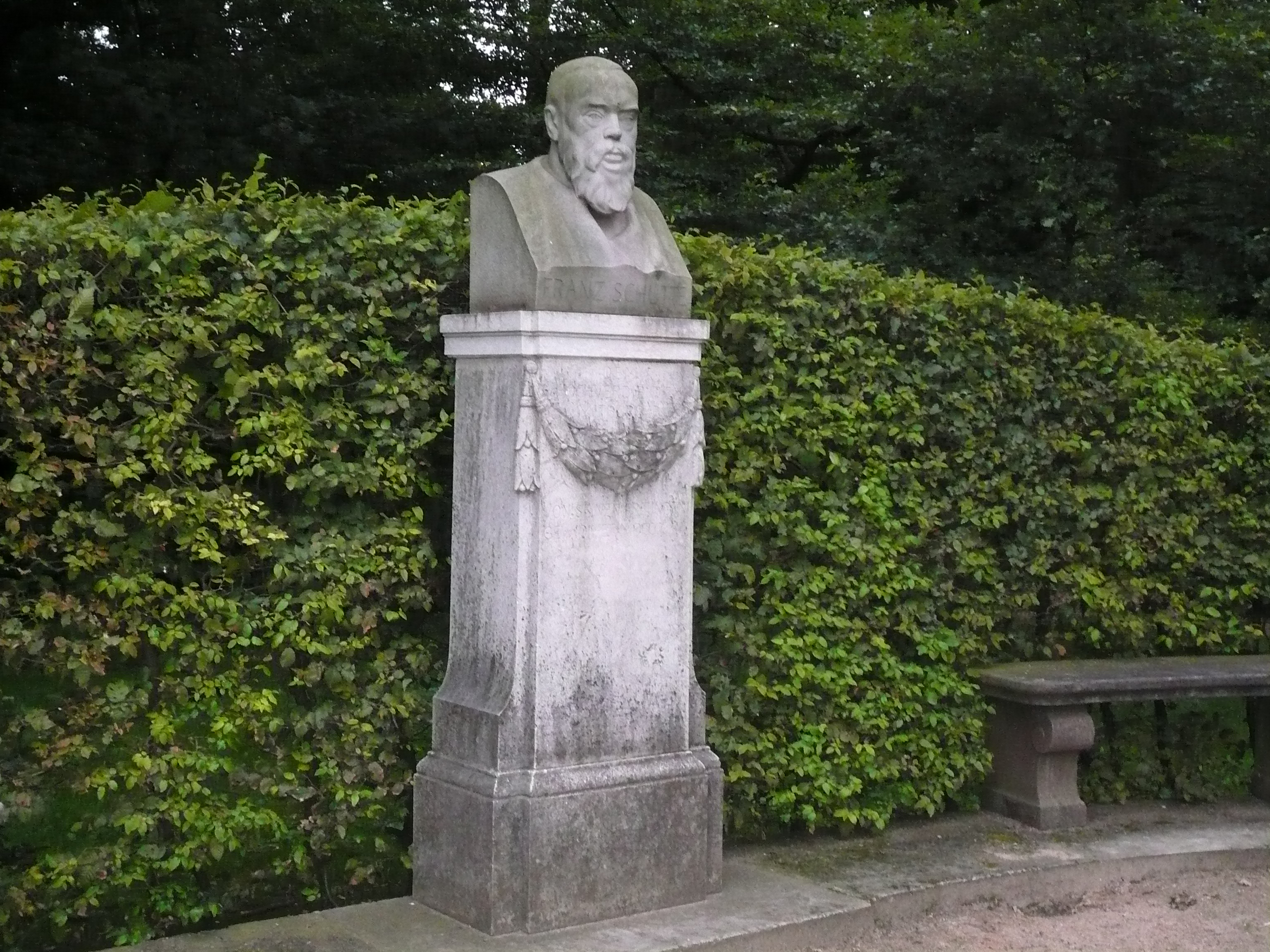
Franz Ernst Schütte[13] büsztje a brémai Bürgerparkban[14] (1900)
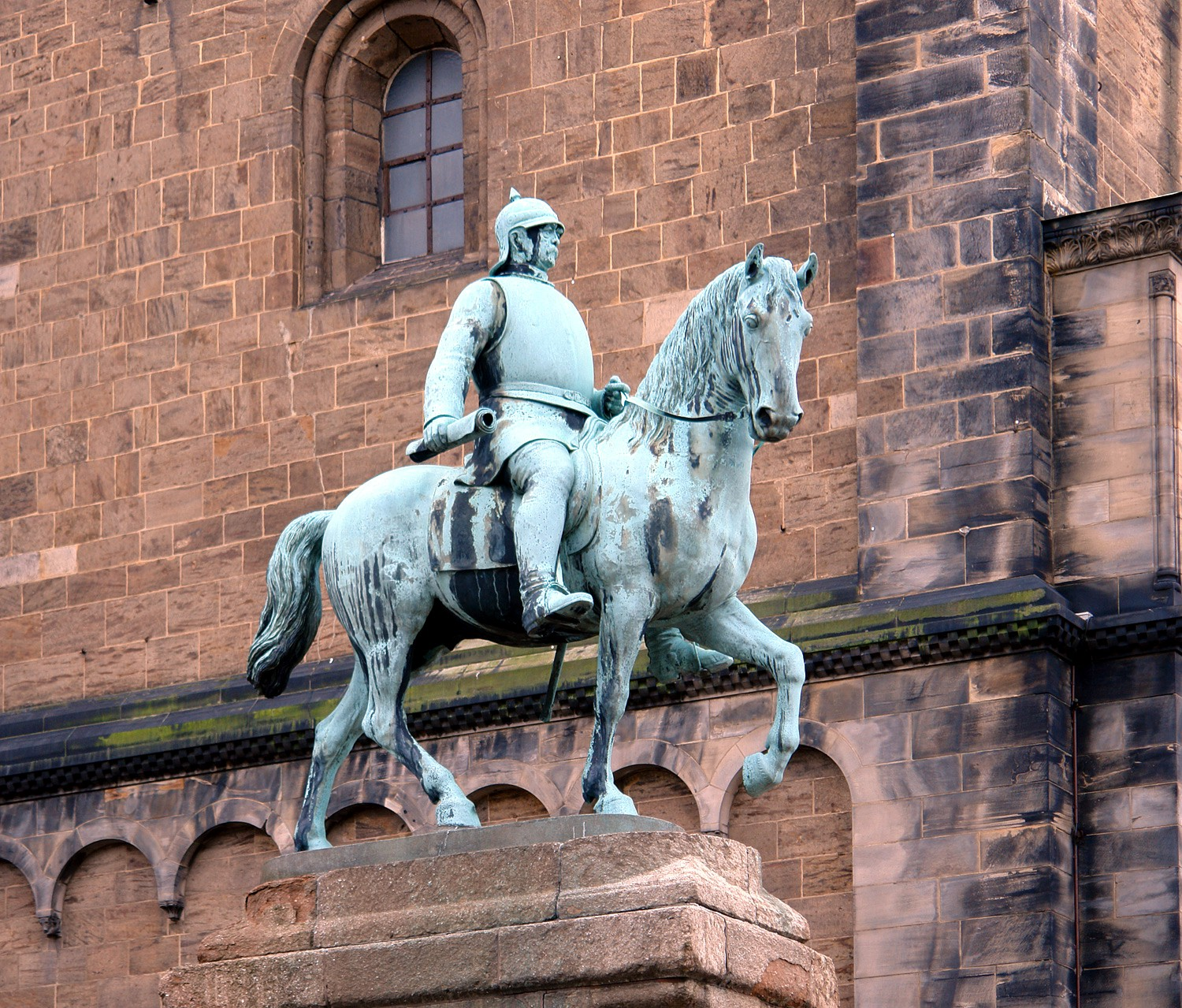
Bismarck lovasszobra a brémai dóm mellett (1910)
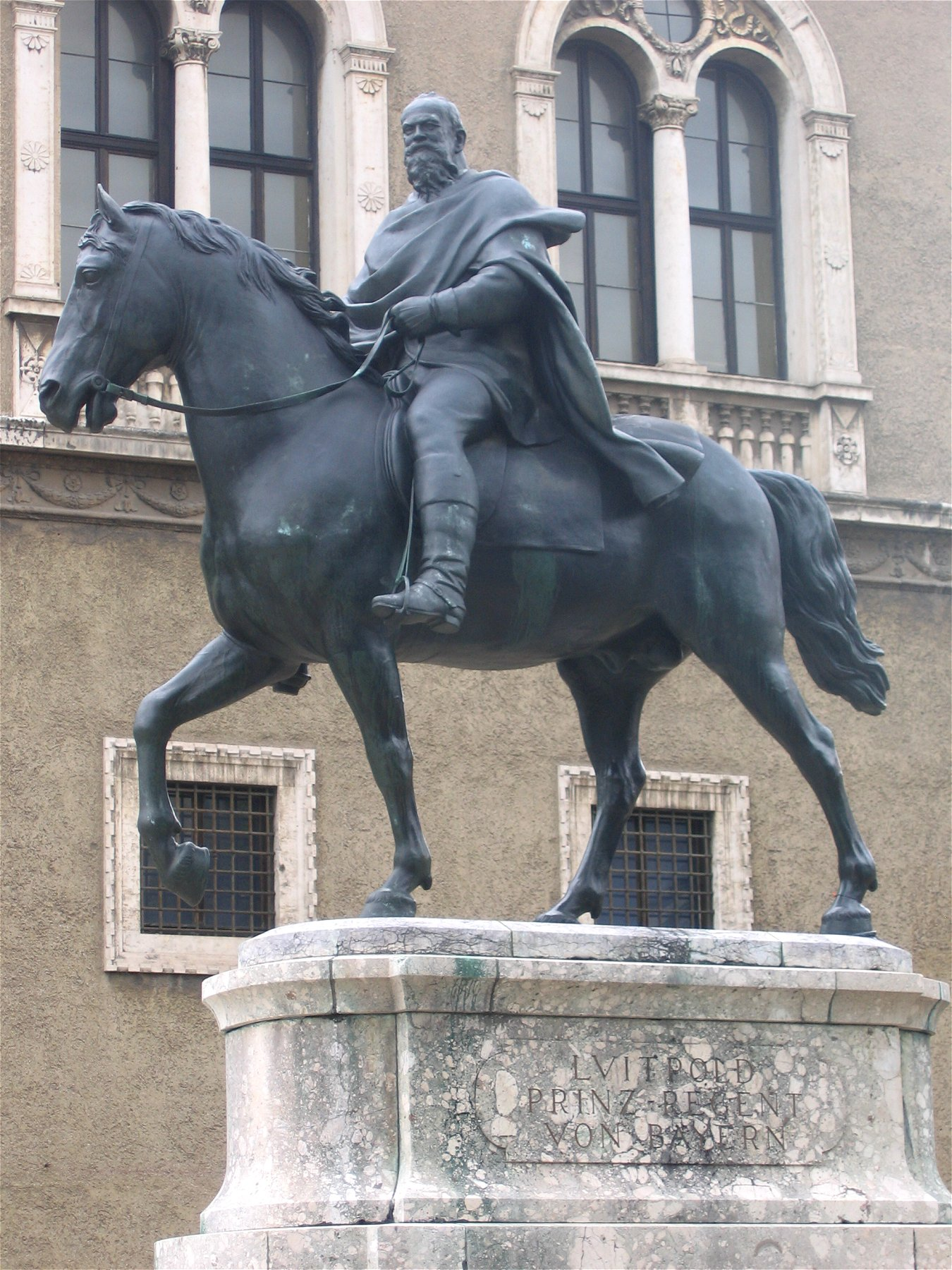
Luitpold von Bayern régensherceg lovasszobra Münchenben (1913)